# Seznam minsterberských knížat

Znak Minsterberského knížectví/vévodství

Toto je seznam minsterberských knížat (označovaných též jako minsterberští vévodové), panovníků Minsterberského (resp. Münsterberského) knížectví (vévodství), jednoho ze slezských knížectví, které existovalo v letech 1321–1791. Hlavním městem

Znak minsterberských vévodů z rodu pánů z Poděbrad

knížectví byl Minsterberk (dnešní polské město Ziębice v Dolnoslezském vojvodství).

## Seznam knížat (vévodů)
- 1301–1341 Boleslav II. († 1341), syn Boleslava I.
- 1341–1358 Mikuláš „Malý“ († 1358), syn Boleslava II.
- 1358–1410 Boleslav III. († 1410), 1358–~1366/85 společně s Jindřichem I., synem Mikuláše Malého
- 1410–1420 Jindřich II. († 1420), syn Boleslava III.
- 1410–1428 Jan I. † 1428, syn Boleslava III. Konec vlády slezských Piastovců v Minsterberku. Knížectví připadlo jako volné léno českému králi Zikmundovi.
- 1429–1434 zastavitel: Půta ml. z Častolovic († 1434)
- 1435–1436 Eufémie († 1447), sestra Jana I., vd. hraběnka z Oettingenu, vzdala se nároku kvůli vleklým sporům
- 1437–1440 zastavitelka: Anna († 1467), vdova po Půtovi ml. z Častolovic
- 1440–1443 zastavitel: Hynek Krušina IV. z Lichtenburka († 1454), nabyl zástavní listiny po ovdovělé Anně, s níž se v onom roce oženil
- 1443–1452 Vilém I. († 1452), syn Přemyslovce Přemysla I. Opavského a Kateřiny, sestry posledního z minsterberských Piastovců, Jana († 1428).
- 1452–1456 Arnošt († 1464), bratr Viléma; prodal Minsterberk roku 1456 českému králi Jiřímu z Poděbrad.
- 1456–1462 Jiří z Poděbrad († 1471)
- 1462–1498 Jindřich I. Starší († 1498), syn Jiřího z Poděbrad, říšský kníže, kladský hrabě, od roku 1495 též olešnický vévoda, společně s bratry:
  - 1462–1471 Viktorínem z Poděbrad († 1500)
  - 1462–1471 Hynkem ml. z Poděbrad († 1492)
- 1498–1536 Karel I. Minsterberský († 1536), syn Jindřicha Staršího, hrabě kladský; společně s bratry:
  - 1498–1502 Jiřím I. Minsterberským († 1502), vévodou olešnickým, hrabětem kladským
  - 1498–1511 Albrechtem Minsterberským († 1511), hrabětem kladským
- 1536–1542 Jáchym, Jindřich II., Jan a Jiří II., synové Karla I., dali Minsterberk do zástavy svému strýci:
  - 1542–1547 Fridrich II. Lehnický († 1547)
- 1547–1552 Ferdinand I.
  - 1552–1559 v zástavě Isabely Uherské
- 1559–1565 Jan Minsterbersko-Olešnický, syn Karla I.
- 1565–1569 Karel Kryštof Minsterberský, syn Jana ; prodáno Koruně
- 1569–1654 v majetku českého krále
- 1654–1677 Jan Vikart z Auerspergu
- 1677–1705 Ferdinand František z Auerspergu, syn Jana Weikharda
- 1705–1713 František Karel z Auerspergu, bratr Ferdinanda Františka
- 1713–1783 Jindřich Josef Jan z Auerspergu, syn Františka Karla
- 1783–1791 Karel Josef z Auerspergu
- 1791 prodej pruským Hohenzollernům
- 1795 prodej Ludvíku Vilémovi ze Schlabrendorfu